# Tour de Valònia 2019
El Tour de Valònia 2019, 46a edició del Tour de Valònia, es disputà entre el 27 al 31 de juliol de 2019 sobre un recorregut de 920,3 km distribuïts en cinc etapes. La cursa formava part del calendari de l'UCI Europa Tour 2019, amb una categoria 2.HC.
El vencedor de la classificació general fou el belga Loïc Vliegen (Wanty Gobert). L'acompanyaren al podi els també belgues Tosh Van der Sande (Lotto-Soudal) i Dries De Bondt (Corendon-Circus).

## Equips
L'organització convidà a prendre part en la cursa a sis equips UCI WorldTeam, deu equips continentals professionals i tres equips continentals:
| WorldTeams (6)- AG2R La Mondiale - CCC Team - Groupama-FDJ - Lotto Soudal - Katusha-Alpecin - Ineos Equips continentals professionals (10)- Riwal Readynez - Roompot-Charles - Cofidis, Solutions Crédits - Corendon-Circus - Israel Cycling Academy - Sport Vlaanderen-Baloise - Total Direct Énergie - Vital Concept-B&B Hotels - Wanty-Groupe Gobert - Wallonie Bruxelles Equips continentals (3)- Natura4Ever-Roubaix Lille Métropole - Tarteletto-Isorex - Telenet Fidea Lions |
| |

## Etapes
| Etapa    | Data      | Ciutats d'etapa                | type              | Distància (km) | Vencedor de l'etapa | Líder de la general |
| -------- | --------- | ------------------------------ | ----------------- | -------------- | ------------------- | ------------------- |
| 1a etapa | 27 de jul | Le Rœulx – Dottignies          | etapa accidentada | 186,4          | Timothy Dupont      | Timothy Dupont      |
| 2a etapa | 28 de jul | Waremme – Beyne-Heusay         | etapa accidentada | 170,4          | Loïc Vliegen        | Loïc Vliegen        |
| 3a etapa | 29 de jul | La Roche-en-Ardenne – Verviers | etapa accidentada | 194,2          | Davide Cimolai      | Loïc Vliegen        |
| 4a etapa | 30 de jul | Villers-le-Bouillet – Lierneux | etapa accidentada | 178,2          | Arnaud Démare       | Loïc Vliegen        |
| 5a etapa | 31 de jul | Couvin – Thuin                 | etapa accidentada | 186,7          | Tosh Van der Sande  | Loïc Vliegen        |

### 1a etapa
| \| Classificació de l'etapa \| Classificació de l'etapa \| Classificació de l'etapa \| Classificació de l'etapa \| Classificació de l'etapa \| \| Corredor \| Corredor \| Equip \| Temps \| \| \| ------------------------ \| ------------------------ \| -------------------------- \| ------------------------ \| ------------------------ \| \| 1r \| Timothy Dupont \| Wanty-Gobert \| 4h 22' 44" \| \| \| 2n \| Roy Jans \| Corendon-Circus \| + 0" \| \| \| 3r \| Jakub Mareczko \| CCC Team \| + 0" \| \| \| 4t \| Julien Duval \| AG2R La Mondiale \| + 0" \| \| \| 5è \| Tom Van Asbroeck \| Israel Cycling Academy \| + 0" \| \| \| 6è \| Bryan Coquard \| Vital Concept-B&B Hotels \| + 0" \| \| \| 7è \| Tosh Van der Sande \| Lotto-Soudal \| + 0" \| \| \| 8è \| Damien Touzé \| Cofidis, Solutions Crédits \| + 0" \| \| \| 9è \| Andreas Stokbro \| Riwal Readynez \| + 0" \| \| \| 10è \| Amaury Capiot \| Sport Vlaanderen-Baloise \| + 0" \| \| |                    |                            |            |
| |                    |                            |            |
| Font: ProCyclingStats |                    |                            |            |
| Classificació de l'etapa |                    |                            |            |
| Corredor | Corredor           | Equip                      | Temps      |
| 1r | Timothy Dupont     | Wanty-Gobert               | 4h 22' 44" |
| 2n | Roy Jans           | Corendon-Circus            | + 0"       |
| 3r | Jakub Mareczko     | CCC Team                   | + 0"       |
| 4t | Julien Duval       | AG2R La Mondiale           | + 0"       |
| 5è | Tom Van Asbroeck   | Israel Cycling Academy     | + 0"       |
| 6è | Bryan Coquard      | Vital Concept-B&B Hotels   | + 0"       |
| 7è | Tosh Van der Sande | Lotto-Soudal               | + 0"       |
| 8è | Damien Touzé       | Cofidis, Solutions Crédits | + 0"       |
| 9è | Andreas Stokbro    | Riwal Readynez             | + 0"       |
| 10è | Amaury Capiot      | Sport Vlaanderen-Baloise   | + 0"       |

| \| Classificació general \| Classificació general \| Classificació general \| Classificació general \| Classificació general \| \| Corredor \| Corredor \| Equip \| Temps \| \| \| --------------------- \| --------------------- \| ------------------------ \| --------------------- \| --------------------- \| \| 1r \| Timothy Dupont \| Wanty-Gobert \| 4h 22' 34" \| \| \| 2n \| Roy Jans \| Corendon-Circus \| + 4" \| \| \| 3r \| Kevyn Ista \| Wallonie Bruxelles \| + 4" \| \| \| 4t \| Jakub Mareczko \| CCC Team \| + 6" \| \| \| 5è \| Edward Planckaert \| Sport Vlaanderen-Baloise \| + 6" \| \| \| 6è \| Dries De Bondt \| Corendon-Circus \| + 7" \| \| \| 7è \| Baptiste Planckaert \| Wallonie Bruxelles \| + 8" \| \| \| 8è \| Abram Stockman \| Tarteletto-Isorex \| + 9" \| \| \| 9è \| Julien Duval \| AG2R La Mondiale \| + 10" \| \| \| 10è \| Tom Van Asbroeck \| Israel Cycling Academy \| + 10" \| \| |                     |                          |            |
| |                     |                          |            |
| Font: ProCyclingStats |                     |                          |            |
| Classificació general |                     |                          |            |
| Corredor | Corredor            | Equip                    | Temps      |
| 1r | Timothy Dupont      | Wanty-Gobert             | 4h 22' 34" |
| 2n | Roy Jans            | Corendon-Circus          | + 4"       |
| 3r | Kevyn Ista          | Wallonie Bruxelles       | + 4"       |
| 4t | Jakub Mareczko      | CCC Team                 | + 6"       |
| 5è | Edward Planckaert   | Sport Vlaanderen-Baloise | + 6"       |
| 6è | Dries De Bondt      | Corendon-Circus          | + 7"       |
| 7è | Baptiste Planckaert | Wallonie Bruxelles       | + 8"       |
| 8è | Abram Stockman      | Tarteletto-Isorex        | + 9"       |
| 9è | Julien Duval        | AG2R La Mondiale         | + 10"      |
| 10è | Tom Van Asbroeck    | Israel Cycling Academy   | + 10"      |

### 2a etapa
| \| Classificació de l'etapa \| Classificació de l'etapa \| Classificació de l'etapa \| Classificació de l'etapa \| Classificació de l'etapa \| \| Corredor \| Corredor \| Equip \| Temps \| \| \| ------------------------ \| ------------------------ \| -------------------------- \| ------------------------ \| ------------------------ \| \| 1r \| Loïc Vliegen \| Wanty-Gobert \| 4h 04' 37" \| \| \| 2n \| Christopher Lawless \| Team Ineos \| + 8" \| \| \| 3r \| Quinten Hermans \| Telenet-Fidea Lions \| + 12" \| \| \| 4t \| Dimitri Claeys \| Cofidis, Solutions Crédits \| + 12" \| \| \| 5è \| Dorian Godon \| AG2R La Mondiale \| + 12" \| \| \| 6è \| Ruben Guerreiro \| Katusha-Alpecin \| + 12" \| \| \| 7è \| Damien Touzé \| Cofidis, Solutions Crédits \| + 12" \| \| \| 8è \| Lucas Eriksson \| Riwal Readynez \| + 12" \| \| \| 9è \| Tobias Ludvigsson \| Groupama-FDJ \| + 12" \| \| \| 10è \| Edward Dunbar \| Team Ineos \| + 12" \| \| |                     |                            |            |
| |                     |                            |            |
| Font: ProCyclingStats |                     |                            |            |
| Classificació de l'etapa |                     |                            |            |
| Corredor | Corredor            | Equip                      | Temps      |
| 1r | Loïc Vliegen        | Wanty-Gobert               | 4h 04' 37" |
| 2n | Christopher Lawless | Team Ineos                 | + 8"       |
| 3r | Quinten Hermans     | Telenet-Fidea Lions        | + 12"      |
| 4t | Dimitri Claeys      | Cofidis, Solutions Crédits | + 12"      |
| 5è | Dorian Godon        | AG2R La Mondiale           | + 12"      |
| 6è | Ruben Guerreiro     | Katusha-Alpecin            | + 12"      |
| 7è | Damien Touzé        | Cofidis, Solutions Crédits | + 12"      |
| 8è | Lucas Eriksson      | Riwal Readynez             | + 12"      |
| 9è | Tobias Ludvigsson   | Groupama-FDJ               | + 12"      |
| 10è | Edward Dunbar       | Team Ineos                 | + 12"      |

| \| Classificació general \| Classificació general \| Classificació general \| Classificació general \| Classificació general \| \| Corredor \| Corredor \| Equip \| Temps \| \| \| --------------------- \| --------------------- \| -------------------------- \| --------------------- \| --------------------- \| \| 1r \| Loïc Vliegen \| Wanty-Gobert \| 8h 27' 11" \| \| \| 2n \| Christopher Lawless \| Team Ineos \| + 12" \| \| \| 3r \| Quinten Hermans \| Telenet-Fidea Lions \| + 18" \| \| \| 4t \| Dries De Bondt \| Corendon-Circus \| + 19" \| \| \| 5è \| Damien Touzé \| Cofidis, Solutions Crédits \| + 22" \| \| \| 6è \| Tosh Van der Sande \| Lotto-Soudal \| + 22" \| \| \| 7è \| Jenthe Biermans \| Katusha-Alpecin \| + 22" \| \| \| 8è \| Ruben Guerreiro \| Katusha-Alpecin \| + 22" \| \| \| 9è \| Milan Menten \| Sport Vlaanderen-Baloise \| + 22" \| \| \| 10è \| Dorian Godon \| AG2R La Mondiale \| + 22" \| \| |                     |                            |            |
| |                     |                            |            |
| Font: ProCyclingStats |                     |                            |            |
| Classificació general |                     |                            |            |
| Corredor | Corredor            | Equip                      | Temps      |
| 1r | Loïc Vliegen        | Wanty-Gobert               | 8h 27' 11" |
| 2n | Christopher Lawless | Team Ineos                 | + 12"      |
| 3r | Quinten Hermans     | Telenet-Fidea Lions        | + 18"      |
| 4t | Dries De Bondt      | Corendon-Circus            | + 19"      |
| 5è | Damien Touzé        | Cofidis, Solutions Crédits | + 22"      |
| 6è | Tosh Van der Sande  | Lotto-Soudal               | + 22"      |
| 7è | Jenthe Biermans     | Katusha-Alpecin            | + 22"      |
| 8è | Ruben Guerreiro     | Katusha-Alpecin            | + 22"      |
| 9è | Milan Menten        | Sport Vlaanderen-Baloise   | + 22"      |
| 10è | Dorian Godon        | AG2R La Mondiale           | + 22"      |

### 3a etapa
| \| Classificació de l'etapa \| Classificació de l'etapa \| Classificació de l'etapa \| Classificació de l'etapa \| Classificació de l'etapa \| \| Corredor \| Corredor \| Equip \| Temps \| \| \| ------------------------ \| ------------------------ \| ------------------------ \| ------------------------ \| ------------------------ \| \| 1r \| Davide Cimolai \| Israel Cycling Academy \| 4h 40' 43" \| \| \| 2n \| Amaury Capiot \| Sport Vlaanderen-Baloise \| + 0" \| \| \| 3r \| Bryan Coquard \| Vital Concept-B&B Hotels \| + 0" \| \| \| 4t \| Lionel Taminiaux \| Wallonie Bruxelles \| + 0" \| \| \| 5è \| Tosh Van der Sande \| Lotto-Soudal \| + 0" \| \| \| 6è \| Milan Menten \| Sport Vlaanderen-Baloise \| + 0" \| \| \| 7è \| Timothy Dupont \| Wanty-Gobert \| + 0" \| \| \| 8è \| Quinten Hermans \| Telenet-Fidea Lions \| + 0" \| \| \| 9è \| Dorian Godon \| AG2R La Mondiale \| + 0" \| \| \| 10è \| Kévin Réza \| Vital Concept-B&B Hotels \| + 0" \| \| |                    |                          |            |
| |                    |                          |            |
| Font: ProCyclingStats |                    |                          |            |
| Classificació de l'etapa |                    |                          |            |
| Corredor | Corredor           | Equip                    | Temps      |
| 1r | Davide Cimolai     | Israel Cycling Academy   | 4h 40' 43" |
| 2n | Amaury Capiot      | Sport Vlaanderen-Baloise | + 0"       |
| 3r | Bryan Coquard      | Vital Concept-B&B Hotels | + 0"       |
| 4t | Lionel Taminiaux   | Wallonie Bruxelles       | + 0"       |
| 5è | Tosh Van der Sande | Lotto-Soudal             | + 0"       |
| 6è | Milan Menten       | Sport Vlaanderen-Baloise | + 0"       |
| 7è | Timothy Dupont     | Wanty-Gobert             | + 0"       |
| 8è | Quinten Hermans    | Telenet-Fidea Lions      | + 0"       |
| 9è | Dorian Godon       | AG2R La Mondiale         | + 0"       |
| 10è | Kévin Réza         | Vital Concept-B&B Hotels | + 0"       |

| \| Classificació general \| Classificació general \| Classificació general \| Classificació general \| Classificació general \| \| Corredor \| Corredor \| Equip \| Temps \| \| \| --------------------- \| ---------------------- \| -------------------------- \| --------------------- \| --------------------- \| \| 1r \| Loïc Vliegen \| Wanty-Gobert \| 13h 07' 54" \| \| \| 2n \| Christopher Lawless \| Team Ineos \| + 12" \| \| \| 3r \| Dries De Bondt \| Corendon-Circus \| + 13" \| \| \| 4t \| Quinten Hermans \| Telenet-Fidea Lions \| + 18" \| \| \| 5è \| Kenneth Van Rooy \| Sport Vlaanderen-Baloise \| + 18" \| \| \| 6è \| Aurélien Paret-Peintre \| AG2R La Mondiale \| + 19" \| \| \| 7è \| Dimitri Claeys \| Cofidis, Solutions Crédits \| + 21" \| \| \| 8è \| Tosh Van der Sande \| Lotto-Soudal \| + 22" \| \| \| 9è \| Damien Touzé \| Cofidis, Solutions Crédits \| + 22" \| \| \| 10è \| Milan Menten \| Sport Vlaanderen-Baloise \| + 22" \| \| |                        |                            |             |
| |                        |                            |             |
| Font: ProCyclingStats |                        |                            |             |
| Classificació general |                        |                            |             |
| Corredor | Corredor               | Equip                      | Temps       |
| 1r | Loïc Vliegen           | Wanty-Gobert               | 13h 07' 54" |
| 2n | Christopher Lawless    | Team Ineos                 | + 12"       |
| 3r | Dries De Bondt         | Corendon-Circus            | + 13"       |
| 4t | Quinten Hermans        | Telenet-Fidea Lions        | + 18"       |
| 5è | Kenneth Van Rooy       | Sport Vlaanderen-Baloise   | + 18"       |
| 6è | Aurélien Paret-Peintre | AG2R La Mondiale           | + 19"       |
| 7è | Dimitri Claeys         | Cofidis, Solutions Crédits | + 21"       |
| 8è | Tosh Van der Sande     | Lotto-Soudal               | + 22"       |
| 9è | Damien Touzé           | Cofidis, Solutions Crédits | + 22"       |
| 10è | Milan Menten           | Sport Vlaanderen-Baloise   | + 22"       |

### 4a etapa
| \| Classificació de l'etapa \| Classificació de l'etapa \| Classificació de l'etapa \| Classificació de l'etapa \| Classificació de l'etapa \| \| Corredor \| Corredor \| Equip \| Temps \| \| \| ------------------------ \| ------------------------ \| ------------------------ \| ------------------------ \| ------------------------ \| \| 1r \| Arnaud Démare \| Groupama-FDJ \| 4h 26' 52" \| \| \| 2n \| Szymon Sajnok \| CCC Team \| + 0" \| \| \| 3r \| Stijn Steels \| Roompot-Charles \| + 0" \| \| \| 4t \| Romain Cardis \| Total Direct Énergie \| + 0" \| \| \| 5è \| Dries De Bondt \| Corendon-Circus \| + 0" \| \| \| 6è \| Amaury Capiot \| Sport Vlaanderen-Baloise \| + 0" \| \| \| 7è \| Baptiste Planckaert \| Wallonie Bruxelles \| + 0" \| \| \| 8è \| Bryan Coquard \| Vital Concept-B&B Hotels \| + 0" \| \| \| 9è \| Tosh Van der Sande \| Lotto-Soudal \| + 0" \| \| \| 10è \| Christopher Lawless \| Team Ineos \| + 0" \| \| |                     |                          |            |
| |                     |                          |            |
| Font: ProCyclingStats |                     |                          |            |
| Classificació de l'etapa |                     |                          |            |
| Corredor | Corredor            | Equip                    | Temps      |
| 1r | Arnaud Démare       | Groupama-FDJ             | 4h 26' 52" |
| 2n | Szymon Sajnok       | CCC Team                 | + 0"       |
| 3r | Stijn Steels        | Roompot-Charles          | + 0"       |
| 4t | Romain Cardis       | Total Direct Énergie     | + 0"       |
| 5è | Dries De Bondt      | Corendon-Circus          | + 0"       |
| 6è | Amaury Capiot       | Sport Vlaanderen-Baloise | + 0"       |
| 7è | Baptiste Planckaert | Wallonie Bruxelles       | + 0"       |
| 8è | Bryan Coquard       | Vital Concept-B&B Hotels | + 0"       |
| 9è | Tosh Van der Sande  | Lotto-Soudal             | + 0"       |
| 10è | Christopher Lawless | Team Ineos               | + 0"       |

| \| Classificació general \| Classificació general \| Classificació general \| Classificació general \| Classificació general \| \| Corredor \| Corredor \| Equip \| Temps \| \| \| --------------------- \| ---------------------- \| -------------------------- \| --------------------- \| --------------------- \| \| 1r \| Loïc Vliegen \| Wanty-Gobert \| 17h 34' 46" \| \| \| 2n \| Christopher Lawless \| Team Ineos \| + 12" \| \| \| 3r \| Dries De Bondt \| Corendon-Circus \| + 13" \| \| \| 4t \| Edward Dunbar \| Team Ineos \| + 16" \| \| \| 5è \| Kenneth Van Rooy \| Sport Vlaanderen-Baloise \| + 18" \| \| \| 6è \| Quinten Hermans \| Telenet-Fidea Lions \| + 18" \| \| \| 7è \| Aurélien Paret-Peintre \| AG2R La Mondiale \| + 19" \| \| \| 8è \| Dimitri Claeys \| Cofidis, Solutions Crédits \| + 21" \| \| \| 9è \| Tosh Van der Sande \| Lotto-Soudal \| + 22" \| \| \| 10è \| Milan Menten \| Sport Vlaanderen-Baloise \| + 22" \| \| |                        |                            |             |
| |                        |                            |             |
| Font: ProCyclingStats |                        |                            |             |
| Classificació general |                        |                            |             |
| Corredor | Corredor               | Equip                      | Temps       |
| 1r | Loïc Vliegen           | Wanty-Gobert               | 17h 34' 46" |
| 2n | Christopher Lawless    | Team Ineos                 | + 12"       |
| 3r | Dries De Bondt         | Corendon-Circus            | + 13"       |
| 4t | Edward Dunbar          | Team Ineos                 | + 16"       |
| 5è | Kenneth Van Rooy       | Sport Vlaanderen-Baloise   | + 18"       |
| 6è | Quinten Hermans        | Telenet-Fidea Lions        | + 18"       |
| 7è | Aurélien Paret-Peintre | AG2R La Mondiale           | + 19"       |
| 8è | Dimitri Claeys         | Cofidis, Solutions Crédits | + 21"       |
| 9è | Tosh Van der Sande     | Lotto-Soudal               | + 22"       |
| 10è | Milan Menten           | Sport Vlaanderen-Baloise   | + 22"       |

### 5a etapa
| \| Classificació de l'etapa \| Classificació de l'etapa \| Classificació de l'etapa \| Classificació de l'etapa \| Classificació de l'etapa \| \| Corredor \| Corredor \| Equip \| Temps \| \| \| ------------------------ \| ------------------------ \| ------------------------ \| ------------------------ \| ------------------------ \| \| 1r \| Tosh Van der Sande \| Lotto-Soudal \| 4h 37' 23" \| \| \| 2n \| Bryan Coquard \| Vital Concept-B&B Hotels \| + 1" \| \| \| 3r \| Dries De Bondt \| Corendon-Circus \| + 3" \| \| \| 4t \| Amaury Capiot \| Sport Vlaanderen-Baloise \| + 3" \| \| \| 5è \| Tobias Ludvigsson \| Groupama-FDJ \| + 3" \| \| \| 6è \| Davide Cimolai \| Israel Cycling Academy \| + 3" \| \| \| 7è \| Loïc Vliegen \| Wanty-Gobert \| + 4" \| \| \| 8è \| Milan Menten \| Sport Vlaanderen-Baloise \| + 7" \| \| \| 9è \| Quinten Hermans \| Telenet-Fidea Lions \| + 7" \| \| \| 10è \| Timothy Dupont \| Wanty-Gobert \| + 7" \| \| |                    |                          |            |
| |                    |                          |            |
| Font: ProCyclingStats |                    |                          |            |
| Classificació de l'etapa |                    |                          |            |
| Corredor | Corredor           | Equip                    | Temps      |
| 1r | Tosh Van der Sande | Lotto-Soudal             | 4h 37' 23" |
| 2n | Bryan Coquard      | Vital Concept-B&B Hotels | + 1"       |
| 3r | Dries De Bondt     | Corendon-Circus          | + 3"       |
| 4t | Amaury Capiot      | Sport Vlaanderen-Baloise | + 3"       |
| 5è | Tobias Ludvigsson  | Groupama-FDJ             | + 3"       |
| 6è | Davide Cimolai     | Israel Cycling Academy   | + 3"       |
| 7è | Loïc Vliegen       | Wanty-Gobert             | + 4"       |
| 8è | Milan Menten       | Sport Vlaanderen-Baloise | + 7"       |
| 9è | Quinten Hermans    | Telenet-Fidea Lions      | + 7"       |
| 10è | Timothy Dupont     | Wanty-Gobert             | + 7"       |

## Classificacions finals

### Classificació general
| \| Classificació general \| Classificació general \| Classificació general \| Classificació general \| Classificació general \| \| Corredor \| Corredor \| Equip \| Temps \| \| \| --------------------- \| ---------------------- \| ------------------------ \| --------------------- \| --------------------- \| \| 1r \| Loïc Vliegen \| Wanty-Gobert \| 22h 12' 13" \| \| \| 2n \| Tosh Van der Sande \| Lotto-Soudal \| + 8" \| \| \| 3r \| Dries De Bondt \| Corendon-Circus \| + 8" \| \| \| 4t \| Christopher Lawless \| Team Ineos \| + 15" \| \| \| 5è \| Quentin Pacher \| Vital Concept-B&B Hotels \| + 16" \| \| \| 6è \| Edward Dunbar \| Team Ineos \| + 19" \| \| \| 7è \| Quinten Hermans \| Telenet-Fidea Lions \| + 21" \| \| \| 8è \| Kenneth Van Rooy \| Sport Vlaanderen-Baloise \| + 21" \| \| \| 9è \| Tobias Ludvigsson \| Groupama-FDJ \| + 21" \| \| \| 10è \| Aurélien Paret-Peintre \| AG2R La Mondiale \| + 22" \| \| |                        |                          |             |
| |                        |                          |             |
| Font: ProCyclingStats |                        |                          |             |
| Classificació general |                        |                          |             |
| Corredor | Corredor               | Equip                    | Temps       |
| 1r | Loïc Vliegen           | Wanty-Gobert             | 22h 12' 13" |
| 2n | Tosh Van der Sande     | Lotto-Soudal             | + 8"        |
| 3r | Dries De Bondt         | Corendon-Circus          | + 8"        |
| 4t | Christopher Lawless    | Team Ineos               | + 15"       |
| 5è | Quentin Pacher         | Vital Concept-B&B Hotels | + 16"       |
| 6è | Edward Dunbar          | Team Ineos               | + 19"       |
| 7è | Quinten Hermans        | Telenet-Fidea Lions      | + 21"       |
| 8è | Kenneth Van Rooy       | Sport Vlaanderen-Baloise | + 21"       |
| 9è | Tobias Ludvigsson      | Groupama-FDJ             | + 21"       |
| 10è | Aurélien Paret-Peintre | AG2R La Mondiale         | + 22"       |

### Classificacions secundàries

#### Classificació per punts
| Classificació per punts | Classificació per punts | Classificació per punts  | Classificació per punts | Classificació per punts |
| Corredor                | Corredor                | Equip                    | Punts                   |                         |
| ----------------------- | ----------------------- | ------------------------ | ----------------------- | ----------------------- |
| 1r                      | Bryan Coquard           | Vital Concept-B&B Hotels | 44 pts                  |                         |
| 2n                      | Tosh Van der Sande      | Lotto-Soudal             | 39 pts                  |                         |
| 3r                      | Amaury Capiot           | Sport Vlaanderen-Baloise | 37 pts                  |                         |
| 4t                      | Davide Cimolai          | Israel Cycling Academy   | 31 pts                  |                         |
| 5è                      | Timothy Dupont          | Wanty-Gobert             | 30 pts                  |                         |
| 6è                      | Loïc Vliegen            | Wanty-Gobert             | 29 pts                  |                         |
| 7è                      | Arnaud Démare           | Groupama-FDJ             | 25 pts                  |                         |
| 8è                      | Dries De Bondt          | Corendon-Circus          | 23 pts                  |                         |
| 9è                      | Christopher Lawless     | Team Ineos               | 21 pts                  |                         |
| 10è                     | Quinten Hermans         | Telenet-Fidea Lions      | 20 pts                  |                         |

#### Classificació de la muntanya
| Classificació de la muntanya | Classificació de la muntanya | Classificació de la muntanya        | Classificació de la muntanya | Classificació de la muntanya |
| Corredor                     | Corredor                     | Equip                               | Punts                        |                              |
| ---------------------------- | ---------------------------- | ----------------------------------- | ---------------------------- | ---------------------------- |
| 1r                           | Toon Aerts                   | Telenet-Fidea Lions                 | 82 pts                       |                              |
| 2n                           | Elmar Reinders               | Roompot-Charles                     | 24 pts                       |                              |
| 3r                           | Arnaud Démare                | Groupama-FDJ                        | 20 pts                       |                              |
| 4t                           | Floris Gerts                 | Tarteletto-Isorex                   | 16 pts                       |                              |
| 5è                           | Clément Carisey              | Israel Cycling Academy              | 14 pts                       |                              |
| 6è                           | Dimitri Claeys               | Cofidis, Solutions Crédits          | 14 pts                       |                              |
| 7è                           | Diego Rosa                   | Team Ineos                          | 14 pts                       |                              |
| 8è                           | Emiel Vermeulen              | Natura4Ever-Roubaix Lille Métropole | 14 pts                       |                              |
| 9è                           | Edward Dunbar                | Team Ineos                          | 12 pts                       |                              |
| 10è                          | Thijs Aerts                  | Telenet-Fidea Lions                 | 10 pts                       |                              |

#### Classificació dels esprints
| Classificació dels esprints | Classificació dels esprints | Classificació dels esprints         | Classificació dels esprints | Classificació dels esprints |
| Corredor                    | Corredor                    | Equip                               | Punts                       |                             |
| --------------------------- | --------------------------- | ----------------------------------- | --------------------------- | --------------------------- |
| 1r                          | Emiel Vermeulen             | Natura4Ever-Roubaix Lille Métropole | 20 pts                      |                             |
| 2n                          | Dries De Bondt              | Corendon-Circus                     | 15 pts                      |                             |
| 3r                          | Quentin Pacher              | Vital Concept-B&B Hotels            | 15 pts                      |                             |
| 4t                          | Edward Dunbar               | Team Ineos                          | 10 pts                      |                             |
| 5è                          | Amaury Capiot               | Sport Vlaanderen-Baloise            | 9 pts                       |                             |
| 6è                          | Kenneth Van Rooy            | Sport Vlaanderen-Baloise            | 6 pts                       |                             |
| 7è                          | Edward Planckaert           | Sport Vlaanderen-Baloise            | 6 pts                       |                             |
| 8è                          | Toon Aerts                  | Telenet-Fidea Lions                 | 6 pts                       |                             |
| 9è                          | Aurélien Paret-Peintre      | AG2R La Mondiale                    | 5 pts                       |                             |
| 10è                         | Elmar Reinders              | Roompot-Charles                     | 5 pts                       |                             |

#### Classificació dels joves
| Classificació del millor jove | Classificació del millor jove | Classificació del millor jove | Classificació del millor jove | Classificació del millor jove |
| Corredor                      | Corredor                      | Equip                         | Temps                         |                               |
| ----------------------------- | ----------------------------- | ----------------------------- | ----------------------------- | ----------------------------- |
| 1r                            | Christopher Lawless           | Team Ineos                    | 22h 12' 28"                   |                               |
| 2n                            | Edward Dunbar                 | Team Ineos                    | + 4"                          |                               |
| 3r                            | Quinten Hermans               | Telenet-Fidea Lions           | + 6"                          |                               |
| 4t                            | Aurélien Paret-Peintre        | AG2R La Mondiale              | + 7"                          |                               |
| 5è                            | Milan Menten                  | Sport Vlaanderen-Baloise      | + 10"                         |                               |
| 6è                            | Jenthe Biermans               | Katusha-Alpecin               | + 10"                         |                               |
| 7è                            | Dorian Godon                  | AG2R La Mondiale              | + 10"                         |                               |
| 8è                            | Lucas Eriksson                | Riwal Readynez                | + 10"                         |                               |
| 9è                            | Nathan Van Hooydonck          | CCC Team                      | + 10"                         |                               |
| 10è                           | Nicolas Cleppe                | Telenet-Fidea Lions           | + 23"                         |                               |

#### Classificació per equips
| Classificació per equips | Classificació per equips   | Classificació per equips | Classificació per equips |
| Equip                    | Equip                      | Temps                    |                          |
| ------------------------ | -------------------------- | ------------------------ | ------------------------ |
| 1r                       | Ineos                      | 66h 37' 50"              |                          |
| 2n                       | AG2R La Mondiale           | + 16"                    |                          |
| 3r                       | Vital Concept-B&B Hotels   | + 30"                    |                          |
| 4t                       | Lotto Soudal               | + 1' 06"                 |                          |
| 5è                       | Sport Vlaanderen-Baloise   | + 1' 26"                 |                          |
| 6è                       | Groupama-FDJ               | + 2' 35"                 |                          |
| 7è                       | Katusha-Alpecin            | + 4' 26"                 |                          |
| 8è                       | Roompot-Charles            | + 4' 28"                 |                          |
| 9è                       | Wanty-Groupe Gobert        | + 4' 37"                 |                          |
| 10è                      | Cofidis, Solutions Crédits | + 4' 59"                 |                          |

## Evolució de les classificacions
| Etapa                  | Vencedor               | Classificació general | Classificació per punts | Classificació dels esprints | Classificació de la muntanya | Classificació dels joves | Classificació per equips | Premi de la combativitat |
| ---------------------- | ---------------------- | --------------------- | ----------------------- | --------------------------- | ---------------------------- | ------------------------ | ------------------------ | ------------------------ |
| 1                      | Timothy Dupont         | Timothy Dupont        | Timothy Dupont          | Kevyn Ista                  | Nicolai Brøchner             | Abram Stockman           | Cofidis                  | Edward Planckaert        |
| 2                      | Loïc Vliegen           | Loïc Vliegen          | Loïc Vliegen            | Emiel Vermeulen             | Toon Aerts                   | Christopher Lawless      | Wanty-Groupe Gobert      | Tom Wirtgen              |
| 3                      | Davide Cimolai         | Loïc Vliegen          | Timothy Dupont          | Dries De Bondt              | Toon Aerts                   | Christopher Lawless      | Wanty-Groupe Gobert      | Thijs Aerts              |
| 4                      | Arnaud Démare          | Loïc Vliegen          | Timothy Dupont          | Emiel Vermeulen             | Toon Aerts                   | Christopher Lawless      | Team Ineos               | Arnaud Démare            |
| 5                      | Tosh Van der Sande     | Loïc Vliegen          | Bryan Coquard           | Emiel Vermeulen             | Toon Aerts                   | Christopher Lawless      | Team Ineos               | Lionel Taminiaux         |
| Classificacions finals | Classificacions finals | Loïc Vliegen          | Bryan Coquard           | Emiel Vermeulen             | Toon Aerts                   | Christopher Lawless      | Team Ineos               | No entregat              |